# Provinzialverwaltung Ostpreußen

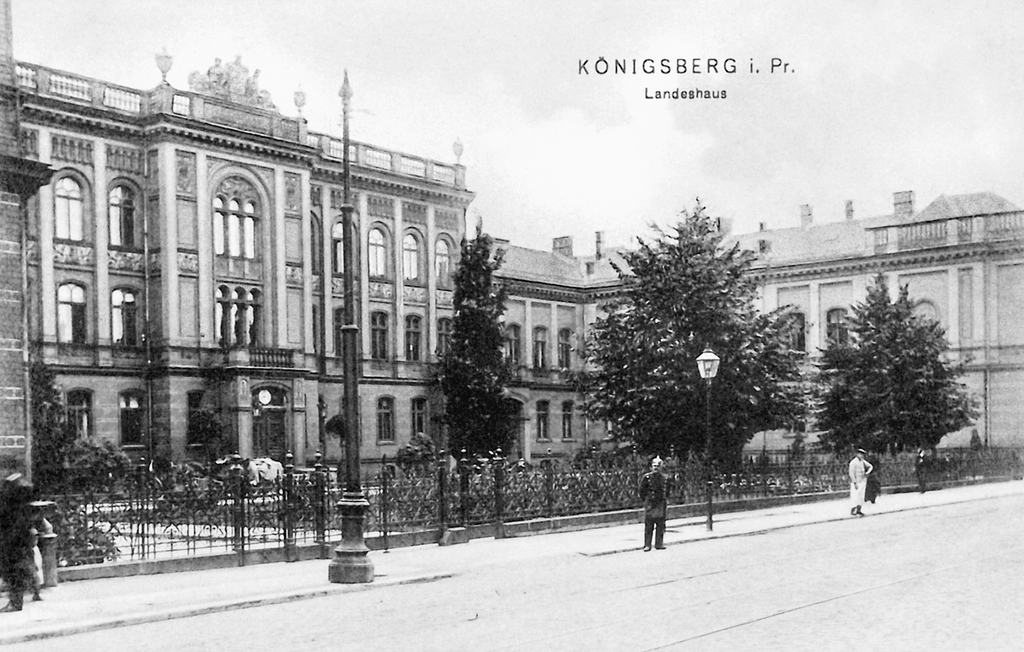
Das Landeshaus in Königsberg

Im Deutschen Kaiserreich und in der Weimarer Republik verwaltete die Provinzialverwaltung Ostpreußen die preußische Provinz Ostpreußen. 

## Struktur
Die Provinzialverwaltung entstand 1875 durch Gesetz aus dem Landesarmenverband (vgl. Provinzialverband). Ihre Organe waren der Provinziallandtag, der Provinzialausschuss und der Landeshauptmann als Chef der Verwaltung. Ihm waren Landesräte und Landesbauräte als Dezernenten beigegeben. Der Landeshauptmann war Vorsitzender des jeweiligen Verwaltungsorgans.
Die Aufgaben der Provinzialverwaltung waren:
- Soziale Einrichtungen: Heil- und Pflegeanstalten für Geisteskranke, Anstalten und Schulen für Taubstumme und Blinde, Ausbildung der Hebammen mit Landesfrauenklinik, Krüppelfürsorge, Fürsorgeerziehung in 7 Provinzial- und 21 konfessionellen Erziehungsheimen.
- Straßenbau und -unterhalt: Verwaltung der Reichsstraßen und Landstraßen 1. Ordnung, alte Provinzialstraßen und Betreuung der Landstraßen 2. Ordnung, Kreisstraßen. Die Geschäfte oblagen 14 Landesbauämtern.
- Kulturpflege: Konservator für Denkmalpflege, Museen, Prussia-Museum, Freiluftmuseum bei Hohenstein, Verwaltung des Reichsehrenmales in Hohenstein.
- Landschaftspflege: Meliorationswesen, Betreuung von Deichverbänden und Wassergenossenschaften, Gärtner-Lehranstalt in Tapiau, Provinzialgüter.
- Wirtschaft: Ostpreußenwerk AG, Ostpreußische Landgesellschaft, Landesbank mit Stadtschaft, Ostpreußische Kleinbahnen AG u. a.
- Finanzen: Die Ostpreußische Provinzialverwaltung erhielt Zuweisung aus dem Finanzausgleich des Landes Preußen. Die ungedeckten Ausgaben wurden durch Provinzialumlage von den Stadt- und Landkreisen erhoben.[1]

## Sitz
In Königsberg hatte die Provinzialverwaltung Ostpreußen ihren Sitz im Landeshaus, das Landesbaurat C.W.G. Krah 1878 im Park des Dönhoffschen Grundes errichtete. Bei den britischen Luftangriffen auf Königsberg wurde das Gebäude Ende August 1944 zerstört.

## Landeshauptmänner in Ostpreußen
- 1876–1878: Heinrich Rickert
- 1878–1884: Kurt von Saucken-Tarputschen
- 1884–1887: Alfred von Gramatzki
- 1888–1895: Klemens von Stockhausen
- 1896–1908: Rudolf von Brandt
- 1909–1916: Friedrich von Berg-Markienen
- 1916–1928: Manfred Graf von Brünneck-Bellschwitz
- 1928–1936: Paul Blunk
- 1936–1941: Helmuth von Wedelstädt

Von 1941 bis 1945 war der Erste Landesrat Reinhart Bezzenberger de facto Landeshauptmann.